# Registro Nacional de Lugares Históricos no Oregon
Edifícios, locais, distritos e objetos no Registro Nacional de Lugares Históricos no Oregon. Desde 7 de fevereiro de 2014 existem 1 976 propriedades e distritos do Registro Nacional de Lugares Históricos listados nos 36 condados do Oregon, incluindo os 17 nomeados no Marco Histórico Nacional.
O condado de Multnomah é o que contem a maior quantidade de registros, enquanto o condado de Wheeler contem apenas dois registros. Os primeiros NRHPs em Massachusetts foram designados em 15 de outubro de 1966 e o mais recente em 8 de janeiro de 2014.

## Números de propriedades por condado
A relação a seguir lista as entradas atuais, por condado, pertencentes ao Registro Nacional de Lugares Históricos. Estas somas são baseadas em inscrições no Banco de Dados do Cadastro Nacional de Informações a partir de 24 de abril de 2008, e nas novas listas semanais postadas desde então no site do National Register of Historic Places. Há inclusões freqüentes e exclusões ocasionais à lista, fazendo com que as contagens mostradas aqui sejam aproximadas e não oficiais. Igualmente, a contagem desta tabela exclui o aumento e diminuição de fronteiras que modificam a área coberta por uma propriedade existente ou distrito e que apresentem um número de referência nacional distinto no Regisro Nacional.
|              | \| \| Condado \| Nº de lugares \| \| ------------ \| ----------------------------- \| ------------- \| \| 1 \| Baker \| 13 \| \| 2 \| Benton \| 51 \| \| 3 \| Clackamas \| 83 \| \| 4 \| Clatsop \| 61 \| \| 5 \| Columbia \| 12 \| \| 6 \| Coos \| 52 \| \| 7 \| Crook \| 6 \| \| 8 \| Curry \| 44 \| \| 9 \| Deschutes \| 41 \| \| 10 \| Douglas \| 48 \| \| 11 \| Gilliam \| 4 \| \| 12 \| Grant \| 10 \| \| 13 \| Harney \| 7 \| \| 14 \| Hood River \| 38 \| \| 15 \| Jackson \| 150 \| \| 16 \| Jefferson \| 4 \| \| 17 \| Josephine \| 59 \| \| 18 \| Klamath \| 29 \| \| 19 \| Lake \| 17 \| \| 20 \| Lane \| 134 \| \| 21 \| Lincoln \| 35 \| \| 22 \| Linn \| 69 \| \| 23 \| Malheur \| 17 \| \| 24 \| Marion \| 114 \| \| 25 \| Morrow \| 5 \| \| 26.1 \| Multnomah: Portland \| 558 \| \| 26.2 \| Multnomah: outras localidades \| 18 \| \| 26 \| Multnomah: Total \| 576 \| \| 27 \| Polk \| 27 \| \| 28 \| Sherman \| 5 \| \| 29 \| Tillamook \| 29 \| \| 30 \| Umatilla \| 42 \| \| 31 \| Union \| 19 \| \| 32 \| Wallowa \| 21 \| \| 33 \| Wasco \| 33 \| \| 34 \| Washington \| 44 \| \| 35 \| Wheeler \| 2 \| \| 36 \| Yamhill \| 81 \| \| (duplicados) \| (duplicados) \| (11)[3] \| \| Total: \| Total: \| 1 976 \| |               |
|              | Condado | Nº de lugares |
| 1            | Baker | 13            |
| 2            | Benton | 51            |
| 3            | Clackamas | 83            |
| 4            | Clatsop | 61            |
| 5            | Columbia | 12            |
| 6            | Coos | 52            |
| 7            | Crook | 6             |
| 8            | Curry | 44            |
| 9            | Deschutes | 41            |
| 10           | Douglas | 48            |
| 11           | Gilliam | 4             |
| 12           | Grant | 10            |
| 13           | Harney | 7             |
| 14           | Hood River | 38            |
| 15           | Jackson | 150           |
| 16           | Jefferson | 4             |
| 17           | Josephine | 59            |
| 18           | Klamath | 29            |
| 19           | Lake | 17            |
| 20           | Lane | 134           |
| 21           | Lincoln | 35            |
| 22           | Linn | 69            |
| 23           | Malheur | 17            |
| 24           | Marion | 114           |
| 25           | Morrow | 5             |
| 26.1         | Multnomah: Portland | 558           |
| 26.2         | Multnomah: outras localidades | 18            |
| 26           | Multnomah: Total | 576           |
| 27           | Polk | 27            |
| 28           | Sherman | 5             |
| 29           | Tillamook | 29            |
| 30           | Umatilla | 42            |
| 31           | Union | 19            |
| 32           | Wallowa | 21            |
| 33           | Wasco | 33            |
| 34           | Washington | 44            |
| 35           | Wheeler | 2             |
| 36           | Yamhill | 81            |
| (duplicados) | (duplicados) | (11)          |
| Total:       | Total: | 1 976         |